# Marie-Josée Sona Kamitatu
Pour les articles homonymes, voir Kamitatu.
Marie-Josée Sona Kamitatu, née le 27 septembre 1987 au Congo-Kinshasa, est une femme politique de la République démocratique du Congo, fille aînée de Kamitatu Olivier et la petite-fille de Cléophas Kamitatu et de Justin Marie Bomboko. Elle est sénatrice et ancienne membre du bureau du sénat congolais RDC,,,.